# Castello di Rozafa
Il castello di Rozafa (in albanese: Kalaja e Rozafës, in italiano anche Rosafa) è una fortezza situata a Scutari, nell'Albania settentrionale. Sorge su un colle alto 130 m., incuneato tra i fiumi Boiana, ad ovest, Kir e Drin ad est.

## Storia e descrizione
Il colle del castello risulta abitato fin dall'Età del bronzo. Tra il IX secolo a.C. ed l'VIII secolo a.C. l'altura venne circondata da grossi massi di pietra. Divenuto fulcro dell'insediamento di Scutari (Shkoder), nel II secolo a.C. risulta abitato dalla tribù illirica degli Ardiei. Fu espugnato dai Romani nel 168 a.C. nell'unico scontro della terza guerra illirica nel corso del quale venne catturato il re Genzio.
Nel XV secolo il castello subì importanti lavori di restauro e ingrandimento da parte degli architetti veneziani Andrea Venier, Francesco Venier e Melchiorre da Imola. Il 15 luglio 1474 il castello di Rozafa venne assediato dai Turchi che tuttavia, a causa dell'accanita resistenza della guarnigione veneziana comandata da Antonio Loredan, furono costretti alla ritirata. Quattro anni più tardi, caduta la roccaforte albanese di Croia, gli Ottomani cinsero nuovamente d'assedio Scutari. Nonostante la resistenza dei Veneziani guidati da Antonio Da Lezze, il 25 gennaio 1479 le truppe della Serenissima furono costrette ad abbandonare la fortezza e a consegnare Scutari ai Turchi.
Nel corso della prima guerra balcanica le truppe serbo-montenegrine assediarono la guarnigione ottomana del castello. Dopo sei mesi di combattimento il comandante turco Essad Pascià firmò la resa e consegnò la fortezza ai suoi nemici. Nel corso dell'invasione italiana dell'Albania nel 1939 la guarnigione albanese a guardia del castello rifiutò la resa e continuò a resistere sparando sui nemici.
Il castello di Rozafa ha una pianta ellittica ed è formato da tre cinte di mura differenti. All'interno del complesso della fortezza sono presenti i resti della chiesa di Santo Stefano. Dopo l’occupazione ottomana di Scutari il castello venne trasformato in una base militare e la chiesa venne convertita in una moschea, la Moschea di Sultan Fatih (Mehmet II), in memoria del Sultano che occupò Scutari. Venne perciò distrutta parte del campanile che divenne un minareto, e l'abside fu trasformata in un miḥrāb. La chiesa fu trasformata nella moschea Sultan Mehmet Fatih, dai Turchi nel 1479 una volta conquistata Scutari.